# Mecànica molecular

S'utilitza un camp de forces (force field) per tal de minimitzar l'energia de tensió de l'enllaç en aquesta molècula d'età.

La mecànica molecular és la modelització de sistemes moleculars mitjançant l'ús de la mecànica clàssica. Aquest model considera els àtoms de la molècula com un conjunt d'esferes amb un radi determinat (generalment, el de van der Waals), enllaçades mitjançant molles amb una distància d'equilibri que correspon a la longitud d'enllaç. L'energia potencial del sistema es calcula emprant un conjunt de funcions matemàtiques anomenat camp de forces o force field.
La mecànica molecular pot ser utilitzada tant en molècules petites com en sistemes biològics macromoleculars, de milers o milions d'àtoms.